# 劉冠佑 (五月天)
劉冠佑（1973年07月28日—），出生於臺灣苗栗市。臺灣樂團五月天的鼓手，亦是相信音樂創始人之一、潮流服飾品牌「Drumming 著迷」的創始人。

## 生平
劉冠佑畢業於明仁國中、國光藝校（今國立臺灣戲曲學院）。擅長爵士鼓和爵士鋼琴。五月天的第四任鼓手，於1999年加入，是樂團中最年長也是最晚加入的成員。
在加入五月天前，曾為獨立樂團「Why Not」的鼓手，並於1995年發表專輯《無法度按捺》；該團以獨特清新的爵士音樂風格，在當時的獨立音樂圈享有名氣。
曾經營樂團練習室，在當年就將練團室承租給仍是學生的阿信、怪獸、瑪莎、石頭等人使用，因而開始結下緣分。
曾在「天空之城」演唱會售票前，立下了「只要現場有四萬人，諺明就在台上跳天鵝湖」的賭注，之後演唱會當天便創下了四萬名觀眾的紀錄，諺明（當時尚未改名為冠佑）履行承諾在舞台上穿上天鵝裝跳天鵝湖。
2005年11月6日，五月天於北京舉行「Final Home 當我們混在一起」演唱會，冠佑向女友王行芝當眾求婚成功。
2010年5月，與妻子王行芝共同創立潮流服飾品牌「Drumming 著迷」，2014年底宣布除了服飾也正式經營複合式餐飲、咖啡 。
2019年，和妻子王行芝共同創立「橙熹美德堡國際教育集團」，主要經營幼兒園行業。

## 音樂創作
冠佑在樂團 Why Not 時期即發表個人第一首歌曲創作〈Why Not〉。五月天時期於2004年《神的孩子都在跳舞》專輯發表第一首歌曲創作〈超人〉。現為樂團內參與作曲創作。

### Why Not
| 年份   | 歌曲名稱 | 作曲 | 收錄專輯   |
| ------ | -------- | ---- | ---------- |
| 1995年 | Why Not  | 是   | 無法度按捺 |

## 演出作品

### 音樂錄影帶
註：不包括五月天參與演唱之歌曲。
- 2009年：品冠〈大富翁〉[3]

## 個人代言
| 年份   | 代言項目                   | 合作藝人   | 備註             |
| ------ | -------------------------- | ---------- | ---------------- |
| 2014年 | ROLAND V-Drums             | 不適用     | 臺灣全系列代言人 |
| 2021年 | 德國爵士鼓品牌 SONOR drums | 全球代言人 |                  |

## 外部連結
- （繁體中文）Mayday 冠佑的Facebook專頁
- （简体中文）冠佑Ming的新浪微博
- 劉諺明在香港影庫上的簡介